# Ambrosio Becerril
Ambrosio Becerril fue un militar y político peruano.
Fue elegido senador para el Congreso Ordinario de 1860 que estuvo en mandato hasta 1863 y reelecto en 1864.
Fue elegido miembro del Congreso Constituyente de 1867 por la provincia de Luya durante el gobierno de Mariano Ignacio Prado. Este congreso expidió la Constitución Política de 1867, la octava que rigió en el país, y que sólo tuvo una vigencia de cinco meses desde agosto de 1867 a enero de 1868.
Fue elegido diputado por la provincia de Luya entre 1868 y 1871 durante el gobierno de José Balta y reelecto en 1872 durante el gobierno de Manuel Pardo pero esta vez como diputado por la provincia de Bajo Amazonas del departamento de Loreto. Junto con los parlamentarios loretanos Manuel María Pérez, Manuel del Águila, Vicente Najar, Julián del Águila fue de los que impulsó la declaración de Loreto como departamento del Perú.
En la guerra del Pacífico, durante la defensa de Lima, tomó parte activa de la batalla de Miraflores con el cargo de mayor del batallón N° 6 de la primera división bajo el mando del Coronel Narciso de la Colina que se emplazó en el Reducto N° 3.